# Bocoa prouacensis
Bocoa prouacensis là một loài thực vật có hoa trong họ Đậu. Loài này được Aubl. miêu tả khoa học đầu tiên.